# Kungsleden (film)
Kungsleden är en svensk dramafilm från 1964 i regi av Gunnar Höglund. I rollerna ses bland andra Mathias Henrikson, Maude Adelson och Lars Lind.
Filmens förlaga var en roman med samma namn skriven av Bosse Gustafson, som även skrev filmmanuset tillsammans med Höglund. Inspelningen ägde rum mellan juni och augusti 1964 i Omega-Films ateljéer i Stockholm samt på Kungsleden. Inspelningen tog längre tid än planerat på grund av hårt väder. Under inspelningarna i Kungsleden medföljde Ulrik Sundström och Gert Fischer som alpina experter. Fotograf var Bertil Wiktorsson, kompositör Karl-Erik Welin och klippare Jan Persson. Filmen premiärvisades den 19 december 1964 på biografen Grand. Den var 106 minuter lång och tillåten från 15 år.
Höglund nominerades till en Guldbjörn vid Berlins filmfestival 1965 för sina insatser i filmproduktionen.

## Handling
En ung man vid namn "Du" vandrar på Kungsleden genom den svenska fjällvärlden.

## Rollista
- Mathias Henrikson	– "Du"
- Maude Adelson – Leni Wodak
- Lars Lind	– "Den andre"
- Guy de la Berg – tysk turist
- Josef Blind – Andreas, renskötare

## DVD
Filmen gavs ut på DVD 2008.

### Fotnoter
1. 1 2 3  ”Kungsleden”. Svensk Filmdatabas. http://sfi.se/sv/svensk-filmdatabas/Item/?itemid=4699&type=MOVIE&iv=Basic&ref=/templates/SwedishFilmSearchResult.aspx?id%3d1225%26epslanguage%3dsv%26searchword%3dkungsleden%26type%3dMovieTitle%26match%3dBegin%26page%3d1%26prom%3dFalse. Läst 4 april 2013.
2. ↑  ”Kungsleden”. IMDb.com. http://www.imdb.com/title/tt0058278/awards?ref_=tt_awd. Läst 4 april 2013.